# کوچه کابوس (فیلم ۱۹۴۷)
کوچه کابوس (به انگلیسی: Nightmare Alley) یک فیلم نوآر آمریکایی محصول سال ۱۹۴۷ میلادی با بازی تایرون پاور، جون بلوندل، کالین گری و هلن واکر. به کارگردانی ادموند گولدینگ است. این فیلم بر اساس رمانی به همین عنوان در سال ۱۹۴۶ نوشته شده‌است.

## داستان
استن کارلیسل جاه طلب به عنوان دستیار برای روانکاوی به نام زینا کرامبین که با پیت الکلی ازدواج کرده کار می‌کند. این زوج روش مخصوصی را ابداع کرده تا ادعا کنند می‌توانند ذهن دیگران را بخوانند. برنامه آنها تا زمانی که پیت به الکل روی آورد موفقیت‌های زیادی به‌دست آورده بود. استن قصد دارد روش آنها را یاد گرفته و کارناوال را به عنوان یک روانکاو موفق ترک کند اما…

## بازسازی فیلم
در ۱۲ دسامبر ۲۰۱۷، کمپانی سرچلایت پیکچرز اعلام کرد که گی‌یرمو دل تورو اقتباس جدیدی از این رمان را کارگردانی می‌کند. فیلم کوچه کابوس (۲۰۲۱) بازسازی همین فیلم است.